# 霍爾茨薩米特 (密蘇里州)
霍爾茨薩米特（英語：Holts Summit）是位於美國密蘇里州卡勒韋縣的城市。

## 人口
根據2020年美國人口普查的數據，霍爾茨薩米特的面積為9.86平方千米，當中陸地面積為9.60平方千米，而水域面積為0.26平方千米。當地共有人口4458人，而人口密度為每平方千米452人。